# Defensa de Harbin
La defensa de Harbin se desarrolló entre el 25 de enero al 4 de febrero de 1932, y tuvo lugar anteriormente a los comienzos de la segunda guerra sino-japonesa, siendo parte de la campaña de la Invasión de Manchuria por las fuerzas del Imperio de Japón y los milicianos manchúes del Ejército Nuevo de Jilin. Fue la última fase del conflicto, por el cual el ejército de la República de China sería expulsado del territorio manchú. Tras esto, nacería el estado títere Manchukuo. 

## Antecedentes
Luego de que el General Ma Zhanshan fuera desplazado de Qiqihar por los japoneses durante la campaña de Jiangqiao, él se retiró hacia el noreste con el resto de sus tropas y armó sus cuarteles en Hailun, desde donde intentó continuar gobernando la provincia de Heilongjiang. El coronel Kenji Doihara comenzó negociaciones con el  General Ma Zhanshan de su Oficina del Servicio Especial en Harbin, con la esperanza de convencerlo a que huyera y se incorporase al nuevo estado de Manchukuo. Ma mantuvo una posición ambigua, continuando sus negociaciones con los japoneses, mientras que continuaba prestando apoyo al General Ding Chao. 
El general Ding Chao nunca aprobó el gobierno títere que se había organizado en la provincia de Jilin por el ejército Kwantung bajo el liderazgo nominal del General Xi Qia del Ejército Nuevo de Jilin.  En noviembre de 1931, junto con el coronel Feng Zhanhai, organizó el “Gobierno anti-japonés provincial de Jilin” para coordinar la resistencia militar.  Las autoridades militares y civiles de las provincia se dividieron entre los adherentes al "Nuevo Jilin" del régimen Xi Qia y los elementos leales del "Viejo Jilin" que se les oponían; el Nuevo Jilin tenía mayor preponderancia cerca de la capital mientras que el Viejo Jilin poseía más apoyo en Harbin y los territorios interiores al norte y al este. 
Durante los meses siguientes el General Ma Zhanshan continuó prestando apoyo al General Ding Chao, y estos dos generales mantenían contacto con el mariscal Zhang Xueliang y Chiang Kai-shek, quienes les prestaban un soporte limitado. A mediados de diciembre de 1931 se produjo la batalla de Jinzhou al oeste de Manchuria, donde 84.000 chinos al mando de Zhang Xueliang tenían que mantener sus posiciones para tener al ejército japonés dividido en dos frentes. Los 40.000 japoneses apoyados por las milicias manchúes, con temperaturas 30° bajo cero, lograron en dos semanas derrotar a las defensas de Jinzhou siendo tomada el 3 de enero de 1932. En menos de un día capturarían todo el sector oeste de Manchuría.
A comienzos de enero de 1932, el último objetivo militar para los japoneses se encontraba en Harbin. En un esfuerzo por doblegar al general Ma Zhanshan, Doihara solicitó al General Xi Qia que avanzara con su ejército para capturar Harbin, y luego continuar avanzando hacia los cuarteles generales de Ma en Hailun. Sin embargo, las fuerzas organizadas por el general Ding Chao y el general Li Du se encontraban enfrentadas con el general Xi Qia. El general Ding Chao hizo un llamado a los residentes chinos de Harbin para que se incorporaran a las fuerzas regulares de sus cuarteles del ferrocarril.  
Cuando el ejército del Nuevo Jilin del general Xi Qia debía avanzar sobre Shuangcheng el 25 de enero, el mariscal Zhang Xueliang le ordenó a los generales Ma Zhanshan y Ding Chao que abandonaran las negociaciones, y los combates comenzaron durante la mañana del día 26. Doihara había fracasado en su intento de intimidar a los chinos y lo que es peor aún su aliado, el general Xi Qia había sufrido un importante revés a manos de las fuerzas del general Ding Chao.

## El incidente de Harbin
Para poder justificar la intervención del ejército Kwantung en brindar ayuda al general Xi Qia, el coronel Doihara generó una revuelta en Harbin. Durante la revuelta murieron tres personas, un japonés y cinco coreanos afines a los japoneses. La mayoría de las tropas japonesas habían sido retiradas del norte de Manchuria para ser usadas en la batalla de Jinzhou; y la segunda división de infantería, comandada por el teniente general Jirō Tamon, había regresado a Mukden para descansar, por lo que las tropas no podían socorrer al general Xi Qia en el momento. 
Al recibir las órdenes de ir al rescate del general Xi Qia, la segunda división comenzó su marcha el mismo día en que tuvo lugar el incidente del 28 de enero. Se experimentaron algunas demoras a causa de dificultades en el transporte producto del frío clima invernal. Esto le dio tiempo al general Ding Chao a presentarse en Harbin con 14.000 efectivos, capturar la Administración Municipal en Harbin y a arrestar al gobernador pro-japonés Chang Ching-hui de Heilungkiang.
Desde Qiqihar la Cuarta Brigada Mixta Japonesa recién llegada se desplazó desde el este. Durante siete días las columnas japonesas sufrieron en el terreno abierto con temperaturas de  30° bajo cero. 

## La batalla de Harbin
El general Ding Chao luchó una batalla que se extendió, primeramente, a las afueras de la ciudad del 25 al 26 de enero. Los habitantes de Harbin pudieron observar los combates a las afueras de la ciudad desde los techos de sus viviendas. La ciudad se encontraba amurallada, lo que suponía una ventaja para las fuerzas defensoras. Por ello, cuando el ejército japonés se encontraba cerca de las murallas utilizó un FT-17 para arrollarlo a la muralla. El tanque quedó inutilizado, pero permitió abrir una brecha por la cual las fuerzas japonesas pudieron entrar a la ciudad y socorrer al general Xi Qia, que se encontraba en el interior de la ciudad comandando a los manchúes que se unieron a la revuelta en Harbin.
Posiblemente en un intento por involucrar a la Unión Soviética, la artillería de Ding Chao fue ubicada en frente de las oficinas del Ferrocarril Oriental Chino, que era de propiedad rusa, aunque esto no tuvo ningún efecto. Los combates en el interior duraron desde el 26 de enero al 3 de febrero, pero los hombres de Ding Chao, muchos de los cuales estaban pobremente equipados y eran voluntarios civiles con escaso entrenamiento, finalmente cedieron ante el fuego de los cañones japoneses y la metralla de la aviación japonesa. Para el 4 de febrero, el general Ding fue forzado a retirarse de Harbin hacia el noreste, hacia el río Sungari, siendo perseguido por la aviación japonesa. En una pocas horas los japoneses ocuparon completamente Harbin, habiendo sufrido 12 bajas en toda la operación.

## Eventos posteriores
Doihara le ofreció a Ma Zhanshan tres millón de dólares en oro para pasarse al nuevo Ejército Imperial de Manchukuo. Dado que el general Ding Chao había sido derrotado, Ma Zhanshan aceptó el acuerdo el 14 de febrero de 1932 y continuó siendo el gobernador de la provincia de Heilungkiang a cambio de cooperar con los japoneses.
El 27 de febrero de 1932, el general Ding Chao, ofreció cesar las hostilidades, finalizando así la resistencia oficial china en Manchuria. 
Al cabo de unos pocos días Puyi, el antiguo emperador de China de Manchuria, depuesto en 1911 en la Revolución de Xinhai, fue designado presidente provisional del estado independiente de Manchukuo mediante una resolución de una convención formada exclusivamente por personas de Manchuria y que tuvo lugar en Mukden, entre cuyos miembros se contaban el general Ma Zhanshan que voló desde el norte.  Al día siguiente, el 1 de mayo se formó el gobierno de Manchukuo con Ma Zhanshan como su Ministro de Guerra, además de ser el gobernador de la provincia y Xi Qia se convirtió en el general de nuevo Ejército Imperial de Manchukuo.